# جيسون ليتزاو
جيسون ليتزاو (بالإنجليزية: Jason Litzau)‏ مواليد 29 يونيو 1983 في سانت باول، هو ملاكم أمريكي يصنف ضمن فئة الوزن الخفيف بدأ مسيرته الاحترافية سنة 2002.

## إحصائيات
خاض خلال مسيرته 31 نزالا، فاز في 28 ولم يتعادل وخسر في 3. فاز بالضربة القاضية في 21 نزالا.

## روابط خارجية
- جيسون ليتزاو على موقع بوكس ريك (الإنجليزية) (registration required)